# 송태근
송태근(1956년 4월 28일 ~ )은 대한민국의 목사이다. 2012년 6월부터 삼일교회 담임목사로 사역하였다.

## 활동
1994년에 900여명의 성도가 출석하는 노량진 강남교회 3대 담임목사로 부임한 송태근 목사는 사람을 키우는 일에 목회 철학을 두고 목회자 양성과 장애인 사역을 중점으로 하면서 고시생이 많은 노량진의 지역 특성상 청년사역에 심혈을 기울여 2012년 기준 5천여 명의 성도가 출석하는 교회로 성장하게 하였다.
삼일교회 당회가 2012년 5월말 송태근을 초빙하면서 “성경본문 중심의 설교를 하는 송태근 목사는 한국 교회 대표적인 강해 설교가로 인정받고 있는 분”이라며 "복음적 설교의 은사를 가진 분을 후임으로 결정하게 됐다"고 밝했다.

## 논란
교회개혁 실천 운동에 앞장섰던 송태근은 2014년 2월 논문 표절과 재정 의혹을 받은 사랑의 교회 오정현 목사와 축구 경기를 하는 등 함께 어울린 사실과 2014년 3월 4일 삼일교회 설립 60주년을 맞아 개최한 세미나에 한국대학생선교회(CCC)를 세습한 박성민 대표를 초청해 '캠퍼스 사역의 현주소와 대안'이라는 주제로 발제하게 한 것을 두고 논란이 되었다.

## 학력
- 총신대학교 신학과
- 총신대학교 신학대학원
- 골든게이트 침례신학교 수학
- 풀러신학대학원 신학박사

## 경력
- 1977년 한국맹인연합교회 전임전도사
- 서울 국립맹학교 성경 교사
- 서대문 동산교회 대학부 부목사
- 강남교회 부목사, 교육목사
- 충현교회 부교역자
- 미국 LA한인교회 담임목사
- 1994년 ~ 2012년 6월 노량진 소재 강남교회 담임목사
- 교회갱신을 위한 목회자협의회 상임회장
- 한국교회미래를준비하는모임 위원
- 교회개혁실천연대(개혁연대·공동대표 박종운·백종국·오세택·정은숙) 신학 지도위원
- 총신대학교 학부 및 신학대학원 교수(목회학 및 귀납적 성경연구 등)
- 1994년 강남교회 담임목사
- 2012년 삼일교회 담임목사
- 한국성서대학교 초빙교수
- 실천신학대학원대학교 객원교수

## 저서
- 쾌도난마 사도행전 1 (예루살렘에서 땅끝까지 복음을 전하는 사도들의 서사적 여정)
- 쾌도난마 사도행전 2 (미아 프시케 초대교회 공동체의 의미를 찾아가는 여행)
- 내겐 사랑만 남았다
- 쾌도난마 요한계시록 1, 2
- 쾌도난마 야고보서
- 쾌도난마 사무엘상 1, 2
- 쾌도난마 사무엘하
- 쾌도난마 다니엘서
- 쾌도난마 사도행전 1, 2
- 쾌도난마 요한계시록
- 쾌도난마 십계명
- 후회없는 인생을 살라
- 줌인 마가복음 1, 2
- 하나님이 다 하신다 (여호수아서에 나타난 하나님의 완벽한 인도하심과 끝없는 사랑)
- 묵상 일침 (엽서 5종 포함, 흔들리는 마음을 한곳에 잡아놓는 힘)
- 시대를 관통하는 지혜 (일상을 위한 야고보서)
- 교회가 알고싶다

## 같이 보기
- 한국의 목회자 목록
- 대한민국의 신학자 목록